# سووال رایت
سووال رایت (انگلیسی: Sewall Wright; ۲۱ دسامبر ۱۸۸۹ – ۳ مارس ۱۹۸۸) دانشمند در زمینه ژنتیک جمعیت اهل ایالات متحده آمریکا بود.
وی همچنین برندهٔ جوایزی همچون جایزه بالزان، نشان ملی علوم، و مدال داروین شده‌است.